# Oxyopes idoneus
Oxyopes idoneus là một loài nhện trong họ Oxyopidae.
Loài này thuộc chi Oxyopes. Oxyopes idoneus được Eugène Simon miêu tả năm 1910.